# Philip Abbott
Philip Abbott (Lincoln, 20 marzo 1924 – Tarzana, 23 febbraio 1998) è stato un attore statunitense noto soprattutto per le sue apparizioni in numerose serie televisive.
Attore caratterista, fu per anni il protagonista di F.B.I., serie in cui interpretò il personaggio di Arthur Ward. Abbott fondò inoltre la compagnia teatrale Theatre West di Los Angeles.

## Biografia
Nato a Lincoln nel Nebraska, Abbott frequentò la Fordham University di New York e studiò in seguito recitazione presso la Pasadena Playhouse.
Negli anni '50 e '60 del XX secolo ottenne ruoli secondari in diversi film tra i quali L'ultimo treno da Vienna del 1963.
Tra il 1952 e il 1995 fece numerosissime apparizioni in varie serie televisive, tra le quali Justice e L'undicesima ora sulla NBC e Appointment with Adventure e The Lloyd Bridges Show sulla CBS. Fece due apparizioni anche in Perry Mason.
Abbott morì nel 1998 di cancro a Tarzana in California. È sepolto nel San Fernando Mission Cemetery di Los Angeles.

## Filmografia parziale

### Cinema
- La notte dello scapolo (The Bachelor Party), regia di Delbert Mann (1957)
- Il robot e lo Sputnik (The Invisible Boy), regia di Herman Hoffman (1957)
- La dolce ala della giovinezza (Sweet Bird of Youth), regia di Richard Brooks (1962)
- L'ultimo treno da Vienna (Miracle of the White Stallions), regia di Arthur Hiller (1963)
- I cacciatori del lago d'argento (Those Calloways), regia di Norman Tokar (1965)
- Il sorriso di Savannah (Savannah Smiles), regia di Pierre De Moro (1982)
- Pumpkin Man, regia di Jennifer Wynne Farmer (1998)
- Starry Night, regia di Paul Davids (1999)

### Televisione
- Schlitz Playhouse of Stars – serie TV, episodio 1x24 (1952)
- You Are There – serie TV, 2 episodi (1953-1955)
- The Man Behind the Badge – serie TV, episodio 1x49 (1954)
- Producers' Showcase – serie TV, 2 episodi (1954-1955)
- Alfred Hitchcock presenta (Alfred Hitchcock Presents) – serie TV, episodio 1x28 (1956)
- The Kaiser Aluminum Hour – serie TV, episodio 1x01 (1956)
- Steve Canyon – serie TV, episodio 1x07 (1958)
- The Further Adventures of Ellery Queen – serie TV, episodio 1x30 (1959)
- Alcoa Presents: One Step Beyond – serie TV, episodio 1x09 (1959)
- General Electric Theater – serie TV, episodio 7x30 (1959)
- Diagnosis: Unknown – serie TV, episodio 1x04 (1960)
- Hotel de Paree – serie TV, episodio 1x25 (1960)
- Ai confini della realtà (The Twilight Zone) – serie TV, episodi 2x22-4x11 (1961-1963)
- Perry Mason – serie TV, episodi 4x13-8x29 (1961-1965)
- Bus Stop – serie TV, episodio 1x10 (1961)
- I detectives (The Detectives) – serie TV, episodio 2x32 (1961)
- La parola alla difesa (The Defenders) – serie TV, episodio 1x01 (1961)
- Lotta senza quartiere (Cain's Hundred) – serie TV, episodi 1x07-1x29 (1961-1962)
- Saints and Sinners – serie TV, episodio 1x12 (1962)
- Corruptors (Target: The Corruptors) – serie TV, episodio 1x23 (1962)
- Stoney Burke – serie TV, episodio 1x01 (1962)
- The Lloyd Bridges Show – serie TV, episodio 1x03 (1962)
- Scacco matto (Checkmate) – serie TV, episodio 2x24 (1962)
- Ben Casey – serie TV, episodi 1x30-2x30 (1962-1963)
- Il dottor Kildare (Dr. Kildare) – serie TV, episodio 2x33 (1963)
- G.E. True – serie TV, episodio 1x16 (1963)
- Empire – serie TV, episodio 1x20 (1963)
- Indirizzo permanente (77 Sunset Strip) – serie TV, episodio 5x36 (1963)
- La grande avventura (The Great Adventure) – serie TV, episodio 1x07 (1963)
- Nightmare in Chicago, regia di Robert Altman – film TV (1964)
- Mr. Broadway – serie TV, episodio 1x11 (1964)
- Slattery's People – serie TV, episodio 1x10 (1964)
- The Outer Limits – serie TV, episodi 1x12-1x18 (1964)
- Gli uomini della prateria (Rawhide) – serie TV, episodio 7x12 (1964)
- F.B.I. (The F.B.I.) – serie TV, 241 episodi (1965–1974)
- Disneyland (Walt Disney's Wonderful World of Color) – serie TV, 4 episodi (1965)
- Il ragazzo di Hong Kong (Kentucky Jones) – serie TV, episodio 1x16 (1965)
- La donna bionica (The Bionic Woman) – serie TV, episodi 1x12-3x09 (1977)
- L'incredibile Hulk (The Incredible Hulk) – serie TV, episodio 2x22 (1979)
- La casa nella prateria (Little House on the Prairie) – serie TV, episodio 5x18 (1979)
- Autostop per il cielo (Highway to Heaven) – serie TV, episodio 2x06 (1985)
- La signora in giallo (Murder, She Wrote) – serie TV, episodi 4x21-6x09-11x21 (1988-1995)

## Doppiatori italiani
Nelle versioni in italiano delle opere in cui ha recitato, Philip Abbott è stato doppiato da:
- Gianfranco Bellini in La notte dello scapolo, I cacciatori del lago d'argento
- Nando Gazzolo in L'ultimo treno da Vienna
- Pier Luigi Zollo in F.B.I.
- Franco Odoardi in La casa nella prateria